# Ryan O'Reilly
Ryan O'Reilly (* 7. února 1991, Clinton, Ontario, Kanada) je kanadský hokejový útočník hrající v severoamerické lize NHL v týmu Nashville Predators. V roce 2019 vyhrál Stanley Cup s týmem St. Louis Blues a byl také oceněn trofejí Conn Smythe za nejužitečnějšího hráče play-off. Předtím hrál za týmy Colorado Avalanche, kterým byl draftován v roce 2009 z 33. místa, a Buffalo Sabres.

## Kariéra

### Junior
S hokejem začínal poblíž svého rodného města Varna, v kanadském Ontariu, kde hrál za Seaforth Stars v lize Ontario Minor Hockey Association. Poté hrál v letech 2005-2006 za Huron-Perth Lakers v dorostenecké lize Minor Hockey Alliance a poté hrál za Toronto Junior Canadiens v lize Greater Toronto Hockey League.
V roce 2007 byl vybrán v draftu OHL na prvním místě týmem Erie Otters. Ve své nováčkovské sezóně v OHL 2007-08 si připsal v 61 zápasech 52 kanadských bodů a byl zvolen nejlepším klubovým nováčkem roku. V následující sezóně si připsal 66 bodů v 68 zápasech a svou všestrannost dokázal tím, že byl jmenován při oslabení nejlépe bránicím hráčem západní konference.

### Profesionální kariéra

#### Colorado Avalanche
V draftu NHL 2009 byl vybrán jako 33. celkově týmem Colorado Avalanche a překvapivě za Avalanche nastoupil už v prvním zápase sezóny 2009-10 a stal se nejmladším hokejistou, který kdy za Colorado nastoupil. 1. dubna 2009 si v zápase proti San Jose Sharks připsal svůj první kanadský bod v NHL a první gól vstřelil 15. října 2009 brankáři Carey Priceovi z Montrealu Canadiens. 19. října 2009 vedení Avalanche oznámilo, že O'Reilly a jeho spoluhráč Matt Duchene zůstanou v NHL po celou sezónu a nebudou posláni na farmu. V říjnu vedl kanadské bodování nováčků, později se ale v žebříčku propadl. O'Reilly se postupem času projevil jako defenzivní útočník a vedl týmový žebříček nejvytíženějších hráčů v oslabení. 2. února 2010 vstřelil proti Columbusu Blue Jackets v jednom zápase dva góly v oslabení, což se mu povedlo jako prvnímu hráči v klubové historii. Svou nováčkovskou sezónu dokončil s 26 body na kontě, kterých dosáhl v 81 zápasech. Stejný počet bodů získal i v následující sezóně.
Po dvou letech hraní v převážně třetí formaci jako defenzivní útočník v sezóně 2011-2012 zlepšil svou ofenzívu a povýšil tak do první formace, kde hrál především s Gabrielem Landeskogem. Sezónu dokončil s 55 body, s nejvíce z útočníku Avalanche, a vedl celou NHL ve statistice odebrání puku s 101, jeho tým se ovšem druhým rokem v řadě nedostal do play-off.
Jelikož sezóna NHL 2012-13 kvůli lockoutu nezačala v říjnu, jak je běžné, podepsal 7. prosince 2012 kontrakt s týmem Metallurg Magnitogorsk z ruské KHL. Když 12. ledna 2013 konečně začala sezóna NHL, rozhodl se na rozdíl od většiny hráčů do NHL zatím nevrátit, jelikož stále smlouval o novém kontraktu s Avalanche. V KHL hrál až do 24. ledna, kdy si přivodil úraz kotníku a vrátil se rehabilitovat do Severní Ameriky. 28. února mu nabídl tým Calgary Flames dvouletou smlouvu v hodnotě deset miliónů dolarů, kterou O'Reilly přijal. Jelikož byl ale chráněným volným hráčem, dostal tým Avalanche příležitost nabídku vyrovnat, což udělal, a O'Reilly tak pokračoval ve hře za Avalanche a ve zbytku sezóny odehrál 29 zápasů, ve kterých získal 20 bodů.
V sezóně 2013-14 hrál místo své obvyklé pozice centra na křídle s centrem Mattem Duchenem. V sezóně získal 64 bodů a opět vedl celou NHL ve statistice odebrání puku. V celé sezóně byl také pouze jednou vyloučen, za což získal Lady Byng Memorial Trophy. Před sezónou 2014-15 měl opět problémy s kontraktem a situace došla až k arbitrážnímu soudu, který mu přidělil smlouvu na dva roky za 12 miliónů dolarů. V sezóně pak získal 55 bodů.

#### Buffalo Sabres
26. června 2015 byl O'Reilly vyměněn společně s Jamie McGinnem do týmu Buffalo Sabres za Nikitu Zadorova, J. T. Comphera, Michaila Grigorenka a volbu v druhém kole draftu 2015. 2. července podepsal se Sabres sedmiletou smlouvu za 52,5 miliónů dolarů, vstupující v platnost od sezóny 2016-17. Ihned byl také jmenován zástupcem kapitána.
Získáním O'Reillyho se Sabres zlepšili, když minulou sezónu skončili na úplném spodku tabulky, do play-off se však ani s 60-bodovou sezónou O'Reillyho nedostali. Další sezónu získal 55 bodů a v sezóně 2017-18 61 bodů, ani jednou se však se Sabres nedostal do play-off.

#### St. Louis Blues
1. července byl vyměněn do týmu St. Louis Blues za Vladimíra Sobotku, Tage Thompsona, Patrika Berglunda, výběr v prvním kole draftu 2019 a výběr v druhém kole draftu 2021.
V jeho první sezóně pro Blues překonal svůj osobní bodový rekord, když získal 77 bodů. Za svůj defenzivní přínos týmu v základní sezóně získal Frank J. Selke Trophy za nejlépe bránícího útočníka.
12. června získal s Blues Stanley Cup, první v 52leté historii tohoto klubu. Odehrál všech 26 zápasů play-off a získal 23 bodů, čímž překonal klubový rekord a získal Conn Smythe Trophy za nejužitečnějšího hráče play-off. Ve finálové sérii proti Boston Bruins skóroval ve čtyřech zápasech po sobě jakožto první hráč od Wayna Gretzkyho v roce 1985.

## Úspěchy

### Individuální úspěchy
- Jeden ze tří nejlepších hokejistů týmu Kanady na MS do 18 let - 2009
- Lady Byng Memorial Trophy (2014)
- NHL All-Star (2016, 2019, 2020)
- Conn Smythe Trophy (2019)
- Frank J. Selke Trophy (2019)

### Kolektivní úspěchy
- Zlatá medaile na MS do 17 let - 2008
- Stanley Cup se St. Louis Blues (2019)

## Klubové statistiky
| Sezona      | Klub                     | Soutěž      | Základní část | Základní část | Základní část | Základní část | Základní část | Play off | Play off | Play off | Play off | Play off |
| Sezona      | Klub                     | Soutěž      | Z             | G             | A             | B             | TM            | Z        | G        | A        | B        | TM       |
| ----------- | ------------------------ | ----------- | ------------- | ------------- | ------------- | ------------- | ------------- | -------- | -------- | -------- | -------- | -------- |
| 2005/06     | Huron-Perth Lakers       | OMHA        | 51            | 31            | 40            | 71            | 60            | —        | —        | —        | —        | —        |
| 2006/07     | Toronto Junior Canadiens | GTHL        | 50            | 31            | 43            | 74            | 42            | —        | —        | —        | —        | —        |
| 2006/07     | Toronto Junior Canadiens | OPJHL       | 1             | 1             | 0             | 1             | 0             | 4        | 2        | 0        | 2        | 0        |
| 2007/08     | Erie Otters              | OHL         | 61            | 19            | 33            | 52            | 14            | —        | —        | —        | —        | —        |
| 2008/09     | Erie Otters              | OHL         | 68            | 16            | 50            | 66            | 26            | 5        | 0        | 5        | 5        | 2        |
| 2009/10     | Colorado Avalanche       | NHL         | 81            | 8             | 18            | 26            | 18            | 6        | 1        | 0        | 1        | 2        |
| 2010/11     | Colorado Avalanche       | NHL         | 74            | 13            | 13            | 26            | 16            | —        | —        | —        | —        | —        |
| 2011/12     | Colorado Avalanche       | NHL         | 81            | 18            | 37            | 55            | 12            | —        | —        | —        | —        | —        |
| 2012/13     | Metallurg Magnitogorsk   | KHL         | 12            | 5             | 5             | 10            | 2             | —        | —        | —        | —        | —        |
| 2012/13     | Colorado Avalanche       | NHL         | 29            | 6             | 14            | 20            | 4             | —        | —        | —        | —        | —        |
| 2013/14     | Colorado Avalanche       | NHL         | 80            | 28            | 36            | 64            | 2             | 7        | 2        | 4        | 6        | 0        |
| 2014/15     | Colorado Avalanche       | NHL         | 82            | 17            | 38            | 55            | 12            | —        | —        | —        | —        | —        |
| 2015/16     | Buffalo Sabres           | NHL         | 71            | 21            | 39            | 60            | 8             | —        | —        | —        | —        | —        |
| 2016/17     | Buffalo Sabres           | NHL         | 72            | 20            | 35            | 55            | 10            | —        | —        | —        | —        | —        |
| 2017/18     | Buffalo Sabres           | NHL         | 81            | 24            | 37            | 61            | 2             | —        | —        | —        | —        | —        |
| 2018/19     | St. Louis Blues          | NHL         | 82            | 28            | 49            | 77            | 12            | 26       | 8        | 15       | 23       | 4        |
| 2019/20     | St. Louis Blues          | NHL         | 71            | 12            | 49            | 61            | 10            | 9        | 4        | 7        | 11       | 0        |
| 2020/21     | St. Louis Blues (C)      | NHL         | 56            | 24            | 30            | 54            | 18            | 4        | 0        | 3        | 3        | 2        |
| 2021/22     | St. Louis Blues (C)      | NHL         | 78            | 21            | 37            | 58            | 12            | 11       | 7        | 5        | 12       | 2        |
| 2022/23     | St. Louis Blues (C)      | NHL         | 40            | 12            | 7             | 19            | 10            | —        | —        | —        | —        | —        |
| 2022/23     | Toronto Maple Leafs      | NHL         | 13            | 4             | 7             | 11            | 6             | 11       | 3        | 6        | 9        | 5        |
| 2023/24     | Nashville Predators      | NHL         | 82            | 26            | 43            | 69            | 18            | 6        | 1        | 1        | 2        | 0        |
| NHL celkově | NHL celkově              | NHL celkově | 1073          | 282           | 489           | 771           | 170           | 81       | 26       | 41       | 67       | 15       |

### Reprezentační statistiky
| 2008                   | Kanada 17'             | ST 17'                 | 6  | 0 | 6  | 6  | 0 |
| 2008                   | Kanada 18'             | MIH 18'                | 4  | 3 | 2  | 5  | 0 |
| 2009                   | Kanada 18'             | MS 18'                 | 6  | 2 | 3  | 5  | 0 |
| 2012                   | Kanada                 | MS                     | 7  | 2 | 2  | 4  | 4 |
| 2013                   | Kanada                 | MS                     | 8  | 1 | 2  | 3  | 0 |
| 2015                   | Kanada                 | MS                     | 10 | 2 | 9  | 11 | 0 |
| 2016                   | Kanada                 | MS                     | 11 | 3 | 6  | 9  | 2 |
| Seniorská reprezentace | Seniorská reprezentace | Seniorská reprezentace | 36 | 8 | 19 | 27 | 6 |
| Juniorská reprezentace | Juniorská reprezentace | Juniorská reprezentace | 16 | 5 | 11 | 16 | 0 |